# Patricio Caicedo
Patricio Caicedo Liciaga también conocido como Patri Caicedo (Bilbao, España, 6 de febrero de 1899-Barcelona, 8 de septiembre de 1981) fue un futbolista y entrenador de fútbol español.

## Biografía
Desarrolló su carrera como futbolista en el Real Club Deportivo Español entre 1918 y 1926.
Después tuvo una dilatada trayectoria como entrenador por toda la geografía española, destacando sus nueve temporadas en el Español. En el equipo catalán logró un título de Copa, en la temporada 1940-41. Anteriormente había logrado un título de Liga, en la temporada 1933-34, con el Athletic Club después de la marcha de Fred Pentland. En la temporada 1947-48 ganó su segundo título de Copa dirigiendo, en este caso, al Sevilla FC.

## Clubes

### Como jugador
| Club             | País   | Año       |
| ---------------- | ------ | --------- |
| R. C. D. Español | España | 1918-1926 |

### Como entrenador
| Club              | País   | Año       |
| ----------------- | ------ | --------- |
| C. D. Logroñés    | España | 1929-1930 |
| R. C. D. Español  | España | 1930-1933 |
| Athletic Club     | España | 1933-1935 |
| R. C. D. Español  | España | 1935-1943 |
| Real Zaragoza     | España | 1943-1945 |
| R. C. D. Mallorca | España | 1945-1947 |
| Real Murcia C. F. | España | 1947      |
| Sevilla F. C.     | España | 1947-1949 |
| R. C. D. Español  | España | 1949-1950 |
| Real Oviedo       | España | 1950-1951 |
| U. D. Las Palmas  | España | 1952-1953 |
| Hércules C. F.    | España | 1954-1956 |
| Girona FC         | España | 1957      |
| C. E. Manresa     | España | 1958-1959 |